# Јуриј Крилов
Јуриј Николајевич Крилов (рус. Юрий Николаевич Крылов; Октјабрска фабрика, 11. март 1930 — Москва, 4. новембар 1979) био је совјетски хокејаш на леду и члан репрезентације Совјетског Савеза која је освојила историјску прву златну медаљу на Светском првенству 1954. године. Играо је на позицији крилног нападача. Заслужни мајстор спорта Совјетског Савеза од 1954. године.
Целу играчку каријеру која је трајала од 1951. до 1965. провео је у дресу московског великана Динама са којим је освојио титулу националног првака 1954, те трофеј победника националног купа 1953. године. У првенству Совјетског Савеза одиграо је укупо 352 утакмице и постигао 144 гола. 
За репрезентацију Совјетског Савеза играо је пет сезона, од јануара 1954. до марта 1959, одигравши укупно 70 утакмица и постигавши 29 голова. Поред историјске прве титуле светског првака на СП 1954. Крилов је са репрезентацијом на светским првенствима освојио још три сребрне медаље (СП 1955, СП 1958. и СП 1959), а свакако највећи успех у каријери остварио је на ЗОИ 1956. у италијанској Кортини д'Ампецо где су Совјети освојили прву златну олимпијску медаљу. 